# Old Time's Sake
Old Time's Sake è un singolo del rapper statunitense Eminem, pubblicato nel 2009 come quarto estratto dal sesto album in studio Relapse.

## Il testo
La canzone tratta di Eminem che, insieme al suo produttore discografico Dr. Dre, si diverte a 4,5 milioni di piedi dal suolo terrestre dentro ad un aeroplano con tanto di passeggeri a bordo. All'inizio della canzone, Slim Shady annuncia ai viaggiatori che al decollo è obbligatorio slacciarsi le cinture ed è possibile fumare nella cabina dell'aereo durante il viaggio: queste, naturalmente, sono tutte cose proibite da fare durante un volo in aeroplano e quindi in questa canzone si può notare molto bene lo stile menefreghista e comico-scherzoso dei due artisti americani.

### Il ritornello
Il ritornello della canzone è rappato da Eminem e qui ne si può osservare la traduzione:
"Quindi un'altra volta, a ricordo del vecchio tempo, Dre suona quella base e cancella quell'opportunità dalla lista e basta soffiare solo quel po' di fumo a modo mio e andiamo! Tu stai fumando ora con il meglio, il meglio!
Quindi un'altra volta, a ricordo del vecchio tempo, Dre suona quella base e cancella quell'opportunità dalla lista e basta concedere un po' di fumo a modo mio e andiamo! Tu stai fumando adesso con il meglio, il meglio!"